# 5348 Kennoguchi
5348 Kennoguchi è un asteroide della fascia principale. Scoperto nel 1988, presenta un'orbita caratterizzata da un semiasse maggiore pari a 2,7946272 UA e da un'eccentricità di 0,1697315, inclinata di 7,06403° rispetto all'eclittica.
L'asteroide è dedicato all'alpinista giapponese Ken Noguchi che, scalando all'età di 26 anni l'Everest, divenne nel 1999 il più giovane alpinista ad aver scalato le maggiori cime dei sette continenti.